# Zoet Water

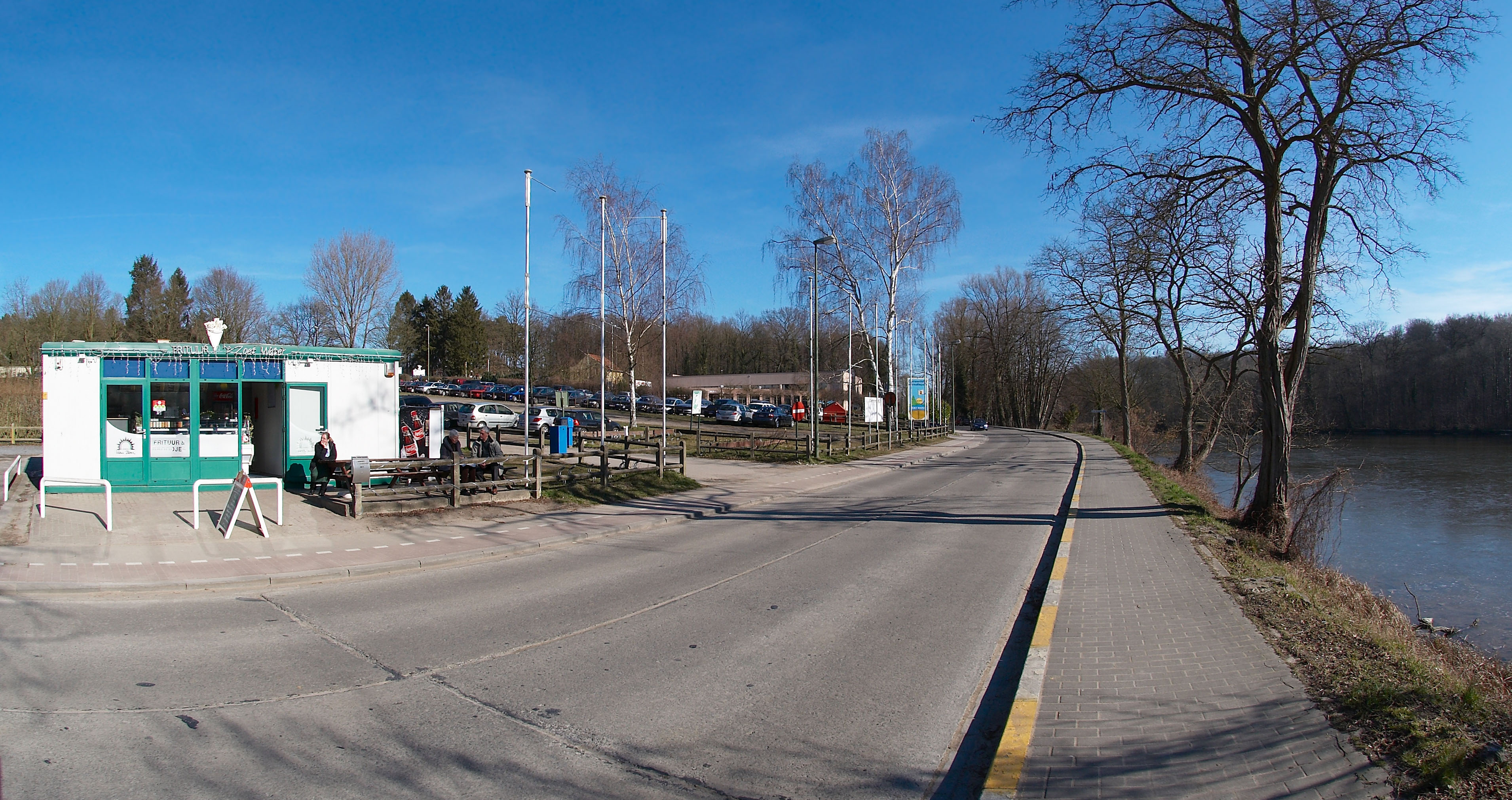
Maurits Noëstraat met rechts een van de vijvers van Zoet Water

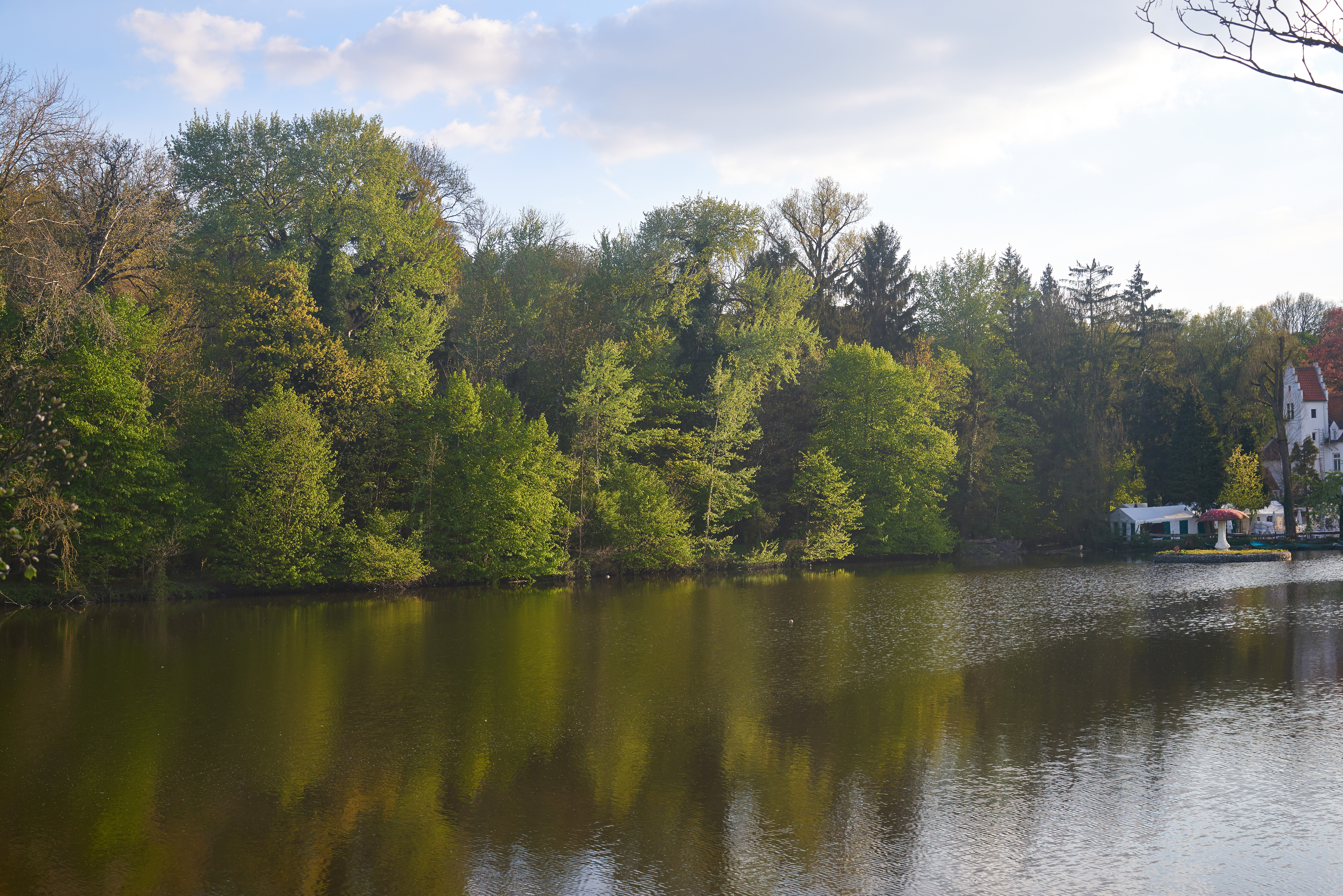
Huisvijver bij Zoet Water

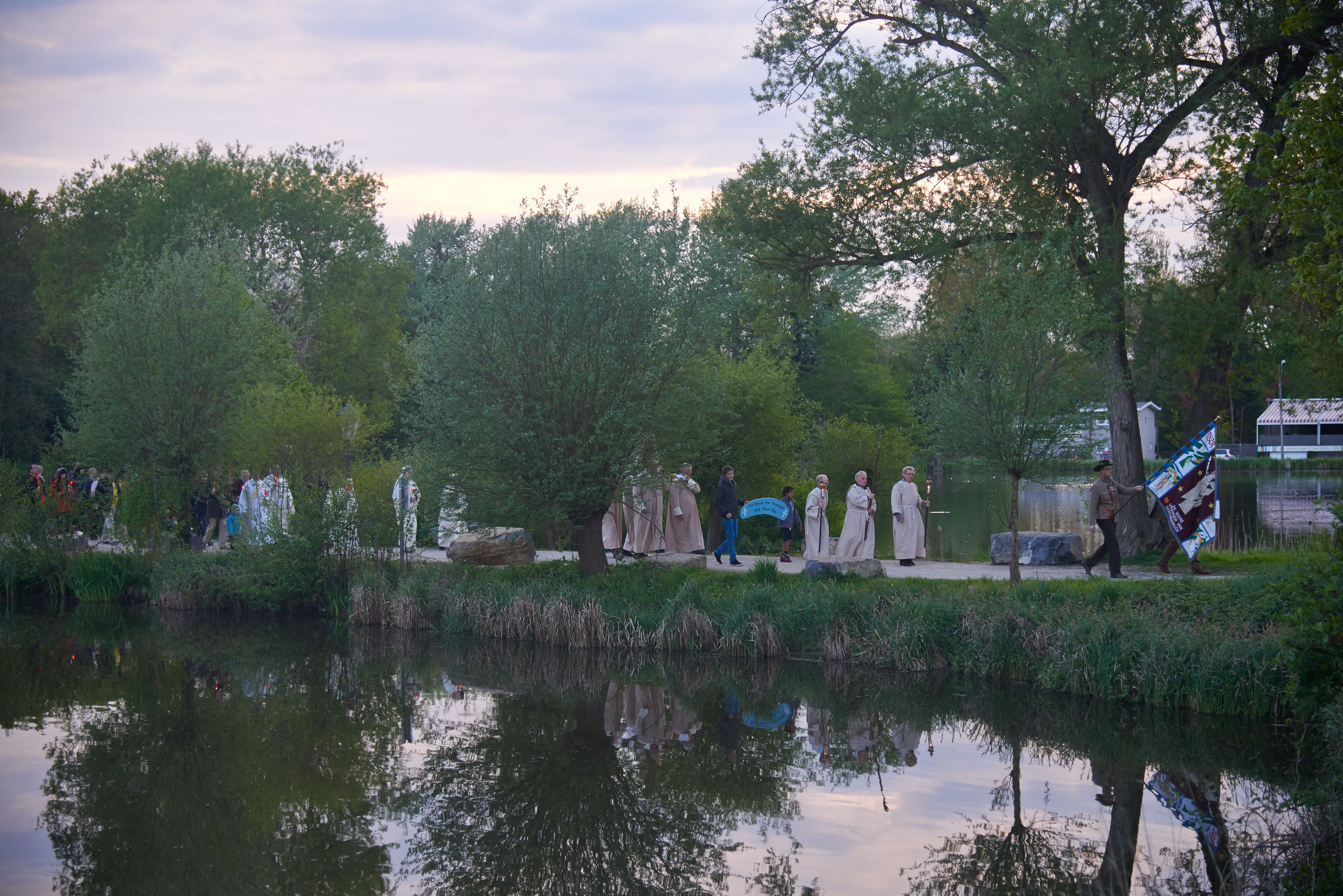
Kaarsjesprocessie over dam gelegen tussen twee vijvers

Zoet Water of Zoete Waters is een domein bij Oud-Heverlee in de Belgische provincie Vlaams-Brabant en omvat vijf vijvers, een recreatiepark en wandelpaden.
Vroeger was de hier gelegen vallei een moerasgebied met vele bronnen. In opdracht van de hertog van Arenberg zijn er in de 17e eeuw de vijvers gegraven. Ze zijn van elkaar gescheiden door dammen, maar staan met elkaar en met de Vaalbeek in verbinding door middel van een overloopsysteem. De waterstand kan zo voor iedere vijver apart geregeld worden. Het vijvercomplex is ruim een kilometer lang.
De verschillende vijvers hebben alle op een na een eigen naam gekregen:
- Molenvijver, de vijver langsheen de Waversebaan is de meest westelijke vijver. Vroeger was er in het huidige café "In de Molen" een watermolen en was de vijver ingericht als leervijver[bron?]
- Huisvijver, de tweede vijver
- Hertsvijver, de derde vijver die tegenwoordig in gebruik is als visvijver
- Geertsvijver, de vierde vijver
- De vijfde vijver heeft geen eigen naam en wordt gescheiden van de Geertsvijver door de Maurits Noëstraat

Tussen de Hertsvijver en de Geertsvijver ligt de Kapellendreef die vanaf de Maurits Noëstraat naar de Onze-Lieve-Vrouw van Steenbergenkapel loopt waar ze met de Witte Bomendreef kruist. Vanaf de Kapellendreef loopt er een bospad naar de nabijgelegen Minnebron die in de nabijheid van de Hertsvijver gelegen is.
Jaarlijks wordt er op 1 mei de kaarsjesprocessie en op 15 augustus een processie in verband met het feest van de Tenhemelopneming van Maria gehouden rond de vijvers van Zoet Water. Deze processie wordt al meer dan 100 jaar in ere gehouden.
In het domein is het speelpark Zoetwaterpark gelegen. Er staan speeltoestellen en er is een minigolf. Ten noorden van Zoet Water ligt het Heverleebos, ten zuiden ligt het kleinere Kouterbos.
Het Zoet Water is als landschappelijk waardevol opgenomen in de Vlaamse Inventaris Onroerend Erfgoed.